# 1981 en république du Congo

## Gouvernement
- Président : Denis Sassou-Nguesso
- Premier ministre : Louis-Sylvain Goma

## Événements
- 31 juillet : inauguration du mausolée Marien-Ngouabi par le chef de l'État
- 13 août : pose de la première pierre du palais des Congrès (par la suite palais du Parlement, puis de nouveau palais des Congrès depuis 2010), construit avec l'aide de la coopération chinoise
- 4 décembre : la première promotion de médecins formés au Congo sort de l'Institut national des sciences de la santé (INSSA) de Brazzaville

## Décès
- 17 avril : Mgr Benoît Gassongo, évêque émérite d'Owando